# Mozzetta

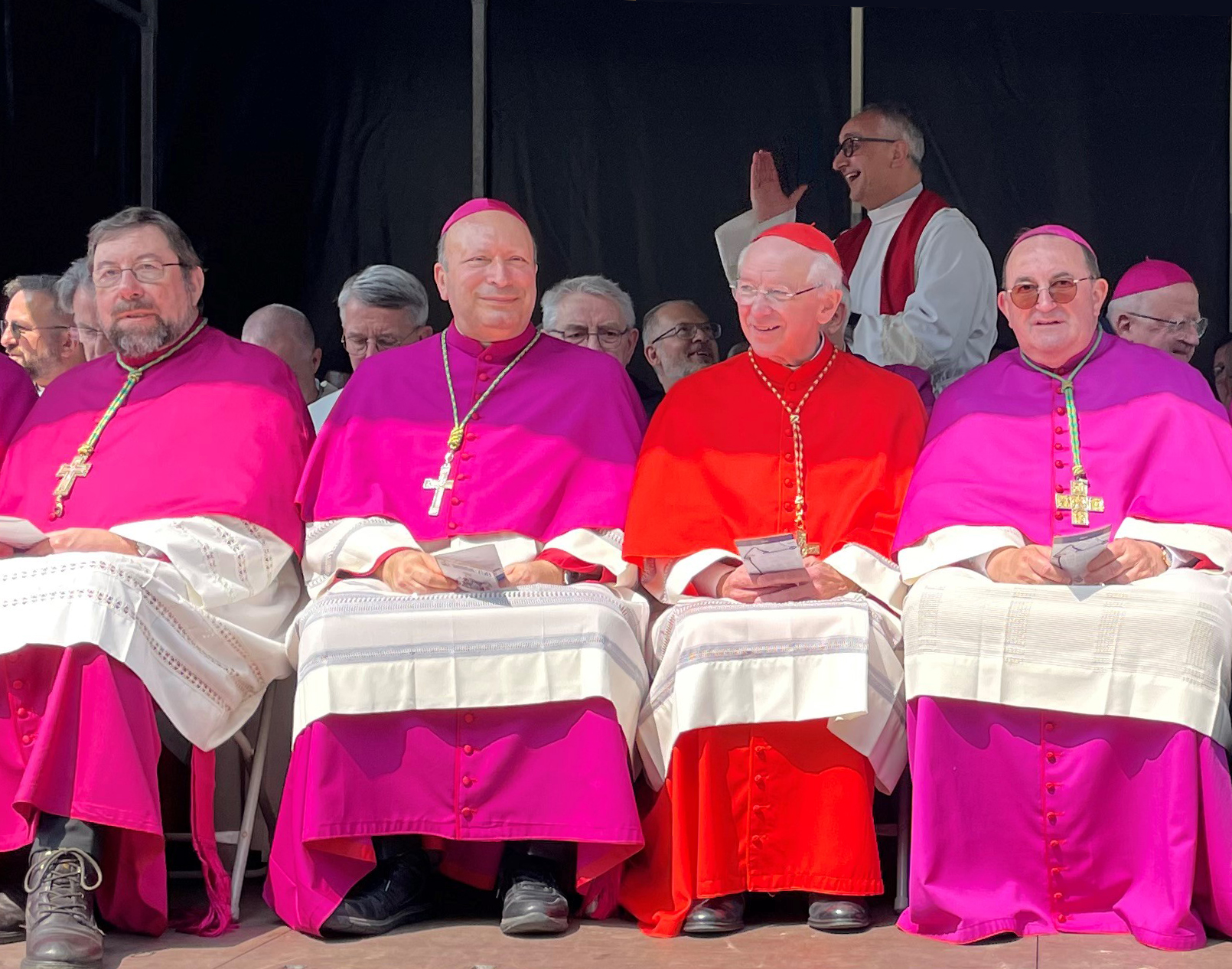
De tre katolska biskoparna och en kardinal (andra personen från höger, kardinal Jozef De Kesel), klädda i bland annat en mozetta.

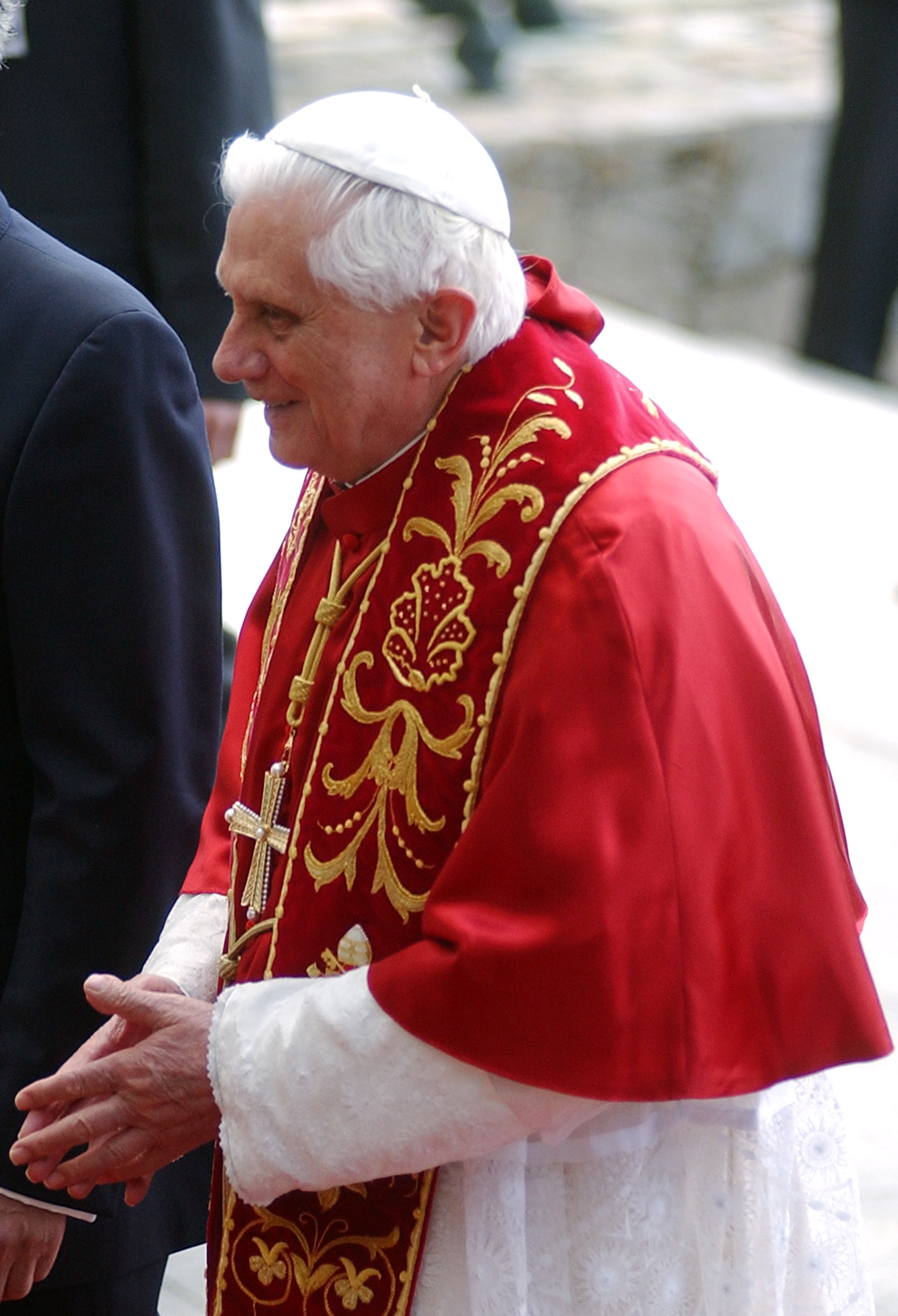
Påve Benedictus XVI iförd den särskilda röda påvliga mozzettan

Mozzetta är ett capeliknade plagg som inom katolska kyrkan bärs av biskopar och kaniker som en del av deras kordräkt. Mozzettan, som vanligtvis är av samma färg som vederbörandes kaftan, bärs alltid utanpå rochetten. Den byts ibland ut mot mantellettan.